# Thomas Wally

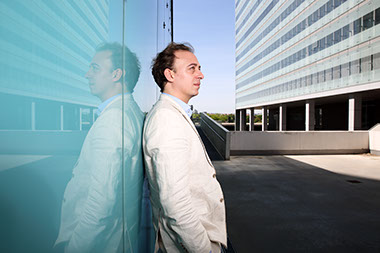
Thomas Wally (2015)

Thomas Wally (* 26. Juli 1981 in Wien) ist ein österreichischer Komponist, Violinist und Hochschulpädagoge.

## Herkunft
Thomas Wally ist der dritte Sohn des pensionierten Pädagogen und Schuldirektors Friedrich Wally und von Gertrud Wally, geborene Tittel. Sein Großvater mütterlicherseits war der Organist und Komponist Ernst Tittel, sein Bruder Ernst Wally ist ebenfalls Organist und Komponist. Bereits im Alter von sechs Jahren begann Thomas Wally mit dem Komponieren.

## Ausbildung
Thomas Wally erhielt zunächst zehn Jahre Privatunterricht auf der Violine. Anschließend folgte eine dreijährige Violinausbildung bei Martin Tuksa am Konservatorium in Wien. Ab 2001 studierte Thomas Wally Komposition bei Erich Urbanner, Dietmar Schermann und Chaya Czernowin sowie Konzertfach Violine bei Josef Hell an der Musikuniversität Wien. Von 2005 bis 2006 verbrachte er ein Erasmusjahr an der Sibelius-Akatemia in Helsinki, wo er Komposition bei Paavo Heininen und Violine bei Päivyt Meller und Erkki Kantola studierte. 2008 beendete er seine Studien mit Auszeichnung. Meisterkurse u. a. bei Hanna Weinmeister, Dimetrius Polizoides und Volkard Steude rundeten seine Ausbildung ab. Im März 2007 nahm er beim Komponisten-Workshop Across the Frontiers der Bregenzer Festspiele teil. Von 2002 bis 2004 studierte Thomas Wally außerdem Musikwissenschaft in Wien und schloss mit dem 1. Diplom ab.

## Musikalische Tätigkeiten

### Komponist
Thomas Wallys Kompositionen basieren auf zwei gegensätzlich wirkenden Prinzipien: Einerseits stützen sich viele Werke auf strikte Skizzen, Pläne und Tabellen. Diese bieten Übersicht über das zu verwendende musikalische Material, damit im Schaffensprozess nicht mehr darüber nachgedacht werden muss. Andererseits sucht Thomas Wally zugleich Kompositionen voller künstlerischer Freiheiten zu schaffen. Hierbei dürfte er u. a. vom Schriftsteller und Künstler August Strindberg und dessen Zugang zum Malen aus dem Moment heraus inspiriert sein. Das Österreichische Musiklexikon fasst Thomas Wallys kompositorische Zugänge wie folgt zusammen:
„Seinen Werken ist eine erzählerische Vielfalt verbunden mit Komplexität und kompositorischer Virtuosität eigen; angesiedelt zwischen den Polen rigider Konstruktion einerseits und kreativer Freiheit andererseits zeichnet sie ein Hang zur neuen philosophischen Durchdringung tradierter Konzepte aus.“
Thomas Wally widmet seine Werke immer wieder Kollegen und Wegbegleitern. Kompositionsaufträge erhielt er bis dato u. a. von Wien Modern, dem ORF Radiosymphonieorchester Wien, dem Europäischen Forum Alpbach, dem Österreichischen Chirurgenkongress, der Gesellschaft der Musikfreunde in Wien sowie etlichen Ensembles. 2010 war er bei Wien Modern einer der Schwerpunktkomponisten, 2011/12 composer in residence beim Wiener Concert-Verein. Thomas Wallys Werke wurden bisher u. a. in Wien, Salzburg, Graz, Bregenz, Bad Ischl, Zürich, Basel, Luzern, Berlin, Köln, London, Cambridge, Brüssel, Rom, Budapest, Ljubljana, Bratislava, Olmütz, Prag, Novi Sad, Linköping, Moskau, Tokio, New York, Toronto, Teheran, Helsinki und Hongkong aufgeführt und beispielsweise vom ORF Radiosymphonieorchester Wien, Klangforum Wien, Tokyo Philharmonic Orchestra, PHACE, Mondrian Ensemble, Ensemble Reconsil, Ensemble Wiener Collage und dem ensemble risonanze errati interpretiert. Radioübertragungen seiner Kompositionen erfolgten bislang durch Ö1, radio klassik stephansdom, Radio Orange (AT), Kulturradio RBB, SWR2, WDR3, FRS, Deutschlandfunk Kulturradio (D), SRF (CH), Klara (BE), RTP (PT), Radio France (FR), RTVE (ES), Concertzender (NL), RTS (SI), PR2 (PL), HR3 (HR), RAI Bozen (IT), Hollow Earth Radio, KUNM (US) und NHK (JP).

### Violinist
Als Violinist ist Thomas Wally seit 2002 Substitut der Wiener Philharmoniker und hatte mehrere Zeitverträge beim Wiener Staatsopernorchester. Von 2007 bis 2008 war er Konzertmeister des Webern Symphonie Orchesters an der Wiener Musikuniversität. Thomas Wallys Hauptaugenmerk liegt auf der Aufführung zeitgenössischer Musik: Er spielte bzw. spielt in vielen Ensembles für Neue Musik, wie z. B. Klangforum Wien, Ensemble Reconsil, phace | contemporary music, OENM, Ensemble Wiener Collage, Mondrian Ensemble und Ensemble Kontrapunkte. Thomas Wally ist zudem Mitbegründer und Mitglied des seit 2004 bestehenden ensemble LUX. Mit diesem gastierte er bislang u. a. im Arnold Schönberg Center, Wiener Konzerthaus, Wiener Musikverein, bei Wien Modern, bei den Bregenzer Festspielen, beim Forum Zeitgenössische Musik Leipzig, in der Musikakademie Krakau sowie der Wiener Synagoge Or Chadasch. 2012 war es beim Förderprogramm The New Austrian Sound of Music (NASOM) in der Kategorie Neue Musik erstgereiht sowie Ensemble in Residence in der Alten Schmiede (Wien).

### Pädagoge und Musikvermittler
Von 2003 bis 2008 verfasste Thomas Wally Konzerteinführungen für die Bregenzer Festspiele.
Neben seinen musikpraktischen Tätigkeiten unterrichtet Thomas Wally seit 2012 an der Wiener Musikuniversität. Zunächst war er Lehrbeauftragter für Historische Satztechniken, seit 2019 ist er Senior Lecturer und unterrichtet die Fächer Satzlehre, Gehörtraining und Analyse.
Seit Herbst 2021 gestaltet Thomas Wally im Rahmen der Sendereihe Zeit-Ton eine Radiosendung für Ö1 namens „Neue Musik auf der Couch“. Hier analysiert er Kompositionen der letzten 100 Jahre und vermittelt Tools, wie diese Musik gehört und das Gehörte nachvollzogen werden kann.

## Werke (Auswahl)

### Orchester
- …und ein einziger Ton weinte in einem Frühling… mit Solo-Violine (2009)

- 4 Bagatellen (2003–2010)

- loop fantasy (2007–2014)

- Utopia I: Seltsame Schleifen mit Solo-Trompete (2021)[11]

### Ensemble
- Verästelungen für 11 Violinen, 4 Violen, 3 Violoncelli, 1 Kontrabass (2004)

- floating, freezing, fusing: spheres für 2 Klaviere und Streichquintett (2005)

- loops&grids für 16 Instrumente (2006)

- meer, teich, schwefelquelle für Flöte, B-Klarinette, Klavier, Akkordeon, Violine, Violoncello (2008)

- pieni joulusoitto für Klavier, Akkordeon, Streichquartett (2009)

- …und sonnige nebelblicke umwehten nasse winterrosen… für Flöte, B-Klarinette, C-Trompete, Percussion, Violine, Violoncello (2009)

- impressions…en relief II für Klavier und 11 Instrumente (2010)

- melencodia III für Oboe und 11 Instrumente (2010/11)

- la malinconia della porpora ardente für Posaune und 15 Solo-Streicher (2011)

- Hommash. Caprice (V) anglois – assez vicieux für Flöte, Oboe, B-Klarinette/Bassklarinette, Horn, Klavier, Violine, Viola, Violoncello (2012)

- platypuses deconstructed für Flöte, Bassklarinette, Drumset, Klavier, Violine, Violoncello (2014)

- poème respirant für 15 Instrumente (2014)

- jeux éoliens III für Oboe, B-Klarinette, Bassklarinette, 2 Fagotte, 2 Hörner, C-Trompete (2015)

- Caprice (VII) ultrajaune für 2 Violinen, 2 Violen, Violoncello, Kontrabass (2014–2017)

- Caprice (VIII) pa[ren]thétique für Flöte/Piccolo/Bassflöte, B-Klarinette/Bassklarinette, Percussion, Klavier, Violine, Viola, Violoncello (2017)

- Les îles des nombres II für 11 Instrumente (2018)

- eme-r-gen-ti-a für Solo-B-Klarinette und 15 Instrumente (2019)

- Les îles des nombres V für 10 Instrumente (2020)[12]

### Kammermusik
- 4 Bagatellen für Streichquartett (2003)

- transfigurations für Klavier und Streichquartett (2008, Neuversion für Violine, B-Klarinette, Kontrabass, Klavier 2020)

- music for alto recorder and accordion (2009)

- Caprice für Violine, Viola, Violoncello (2009)

- music for violin and piano (2009)

- la pureté de l'envie blanche für Streichquartett (2010)

- Capriccio (III) giocoso, crudele e un poco amabile für Streichquartett (2012)

- ...jusqu'à l'aurore... Caprice (IV) bleu für Klavierquintett (2012)

- music for viola and zither (2012)
- Jeu: Stille Kost. Caprice II für Flöte/Piccolo/Altflöte, B-Klarinette/Bassklarinette, Klavier, Violine, Violoncello (2011/12)

- resectio et reconstructio I-IV für Flöte, Streichquartett (2012)

- Caprice (VI) mosaïque für Violine, Violoncello, Klavier (2013)

- jeux éoliens für Flöte/Bassflöte, B-Klarinette/Bassklarinette (2013)

- jeux éoliens II für Bassflöte, Bassklarinette, Fagott (2014)

- lup fränzi I für Violine und Paetzold Kontrabassblockflöte (2018)

- lup fränzi II für Viola und Klavier (2018)

- Les îles des nombres III für Klavierquartett (2019)

- Cinq regards sur Noh für Noh-Gesang und Violoncello (2019)

- Les îles des nombres IV (& quattro intermezzi capricciosi) für zwei Klaviere (2020)

- lup fränzi III für Bassflöte, Paetzold Kontrabassblockflöte, Harfe, Cembalo (2021)

- lup fränzi IV für Violoncello, Klavier (2022)

- lup fränzi V für Violine, Bassklarinette, Klavier (2022/23)[13]

### Solo
- impressions…en relief für Klavier (2005)

- en bref für Violine (2005)

- Soliloquy für B-Klarinette (2012)

- cycle: 25 easy pieces für Klavier (2014–2016)

- Soliloquy II: You made your excuses and left für Violine (2017)

- Soliloquy III: polypolar dancing drone bass bear. 131 Fragmente für Kontrabass (2017)

- Postpostscriptum (2x11x12x4): Les îles des nombres II für Klavier (2018)

- Soliloquy IV: Fais ton jeu! für Violine (2020)

- Soliloquy V: The complement is not the opposite für Violoncello (2020)

- Soliloquy VI für Harfe (2022)[14]

### Musiktheater
- Das Märchen vom alten Mann für 6 Darsteller, 2 Violinen, Violoncello (2013)[15]

## Auszeichnungen
- 2004: 1. Preis des MDW-internen Kompositionswettbewerbs für Streichquartett (für 4 Bagatellen)

- 2005: Finalist beim Jeunesses Musicales Kompositionswettbewerb Bukarest (für Verästelungen für 19 Solostreicher)

- 2008: 3. Preis der international music+culture composers competition USA (für das Klavierstück impressions…en relief)

- 2009, 2012 und 2018: Staatstipendium für Komposition

- 2009: Helmut Sohmen Kompositionspreis (für das Violinkonzert …und ein einziger Ton weinte in einem Frühling…)

- 2010: outstanding artist award – Musik des Bundesministeriums für Unterricht, Kunst und Kultur

- 2012: Förderungspreis der Stadt Wien

- 2012: Finalist beim 9. Internationalen Kompositionswettbewerb Città di Udine

- 2015: Arbeitsstipendium des Bundeskanzleramtes für einen Klavierzyklus

- 2015: 2. Preis Toru Takemitsu Composition Award (für loop fantasy für großes Orchester)

- 2016: Theodor Körner Förderpreis (für das Streichsextett Caprice (VII) ultrajaune)

- 2016: Preis der Stadt Wien

- 2020: Ernst-Krenek-Preis (für den Klavierzyklus cycle: 25 easy pieces)[16][1]

## Pressestimmen (Auswahl)
Thomas Wallys Kompositionen werden vonseiten der Musikkritik regelmäßig besprochen und kommentiert.

### CDJusqu’à l’aurore
„12 Sekunden – und Komponist Thomas Wally hat einem schon so viele Töne um die Ohren gehauen, dass man den Überblick verloren hat. Man könnte meinen, dass hier das Klischee von neuer Musik bestätigt wird. Schräg, durcheinander, willkürlich. Aber: das Gegenteil ist wahr. Thomas Wallys Musik ist so durchdacht, wie ein komplexer Architekturplan; es braucht nur etwas Zeit und Aufmerksamkeit, um dahinter zu kommen. Aber das lohnt sich. […] Die fabelhaften Musikerinnen des Mondrian Ensembles sprechen Thomas Wallys komplizierte Sprache fließend. So viel Theorie hinter der Musik stecken mag, hier klingt sie nicht gekünstelt oder mathematisch, sondern frei und lebendig. […] Wenn das Mondrian Ensemble Thomas Wallys Musik spielt, wird Hochkomplexes sinnlich und erlebbar.“ (Tuula Simon, WDR3, 31. Juli 2020)
„Schnelle Gesten, Farbenschimmer, verwischte Schraffuren: Die Musik von Thomas Wally (*1981) ist direkt und unmittelbar wie eine spielerisch aufs Papier geworfene Skizze. Bei näherem Hinhören aber zeigt sich der Schliff, den der österreichische Komponist seinen Klängen verpasst. Er feilt, verdichtet und modelliert sie. Das brilliante Mondrian Ensemble öffnet der geschmeidigen Musik mit seinem aufregend fiebrigen Spiel faszinierende Tiefen.“ (Cécile Olshausen, Kulturtipp 19/2020, 27. August 2020)
„Kunstvoll und poetisch, humorvoll und virtuos, verspielt und wie von einer anderen Welt: So klingt Thomas Wallys Musik, die das Mondrian Ensemble auf der Porträt-CD ‚Jusqu'à l'aurore‘ (col legno) spielt. Neun Stücke – darunter zwei Klavierquartette, ein Streichtrio und ein viertelstündiges Violinsolo – zwischen wilden Glissandi, mikrotonalen Stimmungen und dichten Klanggeflechten.“ (Miriam Damev, Falter, 3/21)

### TrompetenkonzertUtopia I: Seltsame Schleifen
„Der Klangapparat schillerte dabei in all seinen Facetten. Ein wabernder Organismus, der laufend seine Gestalt verändert und so dem österreichischen Trompeten-Shooting-Star Selina Ott ein Partner in wechselnden Rollen ist. Dieses Zusammenwirken von Solistin und Orchester verhandelte der Wiener Komponist in seinem mitunter humorvollen Stück, in dem er Zitate aufblitzen ließ.“ (Marie-Therese Rudolph, Wiener Zeitung, 2. November 2021)
„Das kurz ironisch auch mit historischen Stilen verschmelzende und spielende Stück für Trompete und Orchester bietet einen fulminanten kontrapunktisch brodelnden Dialog des von Marin Alsop geleiteten Orchesters und der glänzenden Solistin Selina Ott.“ (Ljubiša Tošić, Der Standard, 2. November 2021)

## Diskographie
- 2014: „Caprice (VI) mosaïque“, eingespielt vom Trio Frühstück, erschienen auf Mosaique (Gramola)
- 2015: „Hommash. Caprice (V) anglois – assez vicieux“, eingespielt vom Ensemble Reconsil, erschienen auf Exploring the World (orlando records)
- 2020: Jusqu’à l’aurore, Portrait-CD, eingespielt vom Mondrian Ensemble (col legno)
- 2021: „Cinq regards sur Noh“, eingespielt und eingesungen von Ryoko Aoki und Eric-Maria Couturier, erschienen auf Yoru no Kotoba (ALM Records)
- 2023: „Transfigurations“, eingespielt von Maxim Brilinsky, Stefan Neubauer, Bartosz Sikorski und Johannes Piirto, erschienen auf Viennese Transfigurations (Hänssler Classic)
- 2024: „Les îles des nombres II“, eingespielt vom Ensemble Wiener Collage, Dirigent: René Staar, erschienen (digital) auf Farben und Impulse (live) (Ensemble Wiener Collage)[18]